# نجوان درويش
نجوان درويش (Najwan Darwish) شاعر وناقد وصحافي فلسطيني من القدس.

## أعماله
صدر أول كتبه الشعرية «كان يدق الباب الأخير» في بيروت عام 2000 عن المؤسسة العربية للدراسات والنشر. وترجمت مختارات من شعره إلى أكثر من عشر لغات، وفي 2014 صدرت مختارات مترجمة من شعره ترجمها إلى اللغة الإنجليزية كريم جيمس أبو زيد بعنوان «لا شيء نخسره» عن دار «نيويورك ريفيو بوكس» (NYRB) وقد اختير الكتاب ضمن أفضل الإصدارات في أميركا لعام 2014 من قبل NPR.
صدر له «سأقف يوماً» (2012) و«فَبْرَكة» (2013) عن «دار الفيل» في القدس، و«لستَ شاعراً في غرناطة» (2018)، بالعربية والإسبانية عن دارSonámbulos  في غرناطة، و«كلّما اقتربت من عاصفة» (2018) و«تَعِبَ المُعلَّقون» (2018)، عن «دار الفيل» و«المؤسسة العربية للدراسات والنشر».

## جوائز
حاز شعره على جوائز عربية وعالمية من بينها جائزة «بيروت 39» التي احتفت بأفضل 39 كاتباً عربياً تحت سن التاسعة والثلاثين في عام 2009، وحاز مؤخراً على جائزة شرق غرب للشعراء الصينيين والعالميين لعام 2014.
إضافة إلى إنتاجه الشعريّ لدرويش كتابات فكرية ونقدية كما قدّم مجموعة من المحاضرات من بينها «الصورة الجنسية لإسرائيل في المخيلة العربية» في ملتقى أشغال منزلية في بيروت لعام 2008 و«أن تكون مثقفاً فلسطينياً بعد أوسلو» في «بيت الأدب» في أوسلو عام 2009، وغيرها.
أَصدر وحرّر عدّة كتب ومطبوعات متعلقة بالكتابة والفنون البصرية، من بينها: مجلة «مِنْ وإلى» (2007 - 2010) وكتاب «رسائل من سرّة الأرض» (2011)، وله في الترجمة عن الفرنسية - بالاشتراك مع كمال بُلاطه - «اليوم الذي يُدعى غداً» (2009).
شارك نجوان درويش في تأسيس وتنفيذ مجموعة من المشاريع الثقافية والفنية داخل فلسطين المحتلة وخارجها من بينها مجلة «من وإلى» التي كان رئيس تحريرها، وهو المستشار الأدبي لاحتفالية فلسطين للأدب (PalFest)، كما عمل محرراً للقسم الثقافي في صحيفة وموقع العربي الجديد منذ تأسيسها حتى مارس 2025.

## كتب

"سأقف يوماً"، مختارات مزدوجة اللغة عربية وفرنسية  (2012)
"لا شيء نخسره" مختارات مترجمة إلى الإنجليزية  (2014)
قصيدة فبركة  (2013)
رسائل من سرة الأرض (2010)